# Menkauras pyramid
Menkaurespyramiden eller Mykerinos pyramid på Gizaplatån vid Giza i utkanten av Kairo, byggdes under Egyptens fjärde dynasti cirka 2540–2520 f.Kr. Den är den minsta av de tre stora pyramiderna i Giza och utgör tillsammans med Cheopspyramiden och Chefrens pyramid samt Sfinxen några av världens mest berömda byggnadsverk. 

## Historia
Uppfördes cirka 2540 - 2520 f. Kr. under Egyptens fjärde dynasti av Menkaura son till Chefren och sonson till Cheops. 
Öppnades för första gången år 1837 av Vyse men utforskades noggrant först år 1906 av ett arbetslag från Harvarduniversitetet under ledning av George Andrew Reisner.

## Byggnaden
Från början 65,5 m hög med en nuvarande höjd på 61 m och en basyta på ca 102 x 104 m. Den förlorade höjden är till följd av att det yttre lagret av täcksten som även innefattade pyramiden topp, har rasat av under åren. Pyramiden ligger några hundra meter söder om den större Chefrens pyramid. Den är byggd av kalksten och granit. De sexton första av de yttre lagren var gjorda av granit och den övre delen täckt av polerad kalksten från Tura. Ingången ligger på nordsidan ca 4 m över marknivå.
Gravkammaren mäter ca 7 x 3 meter med en takhöjd på ca 3 m och innehåller en sarkofag.

## Galleri

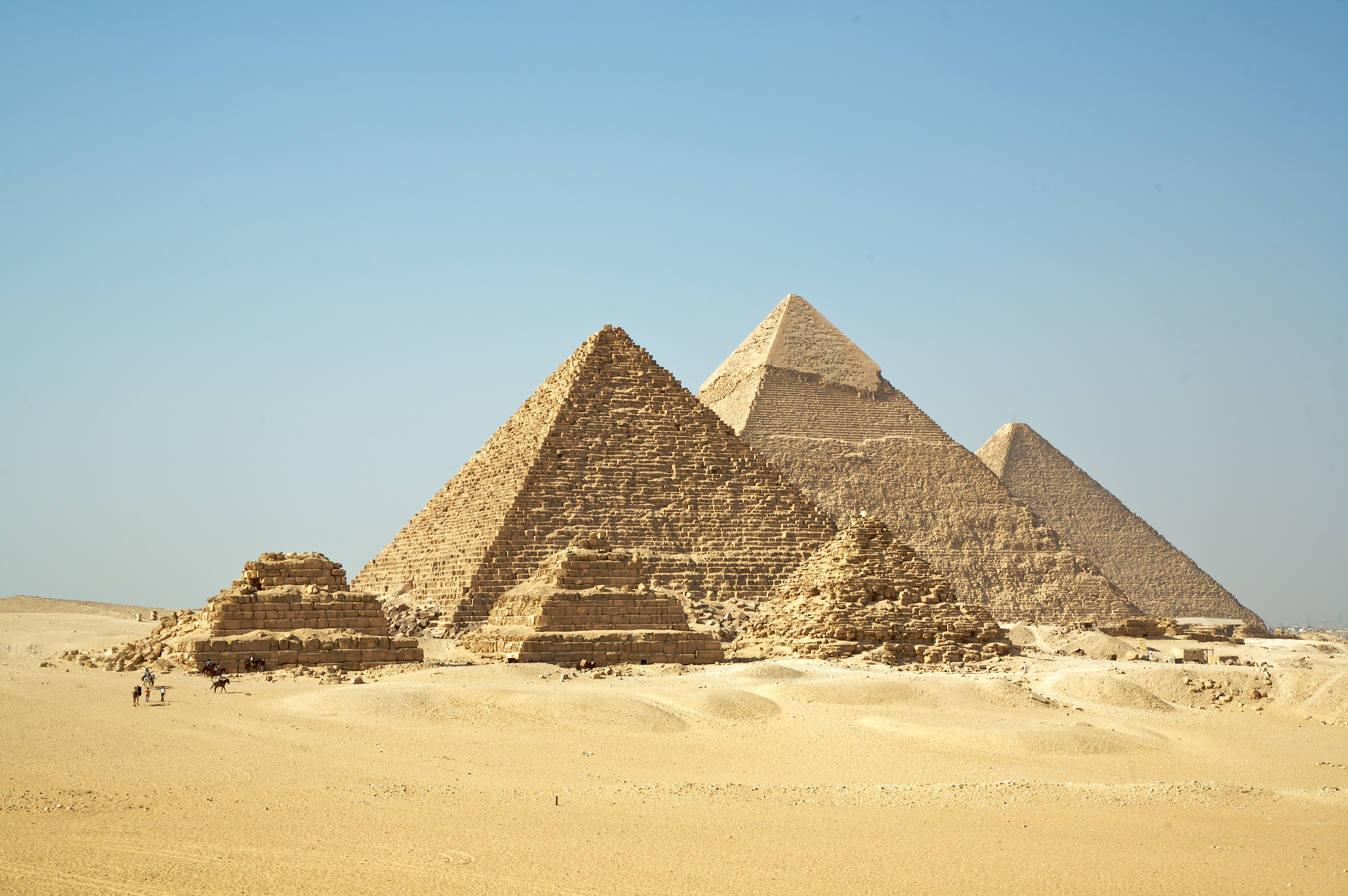
Pyramiderna i Giza, främst är Menkauras pyramid, därefter Chefrens och längst bort, Cheops
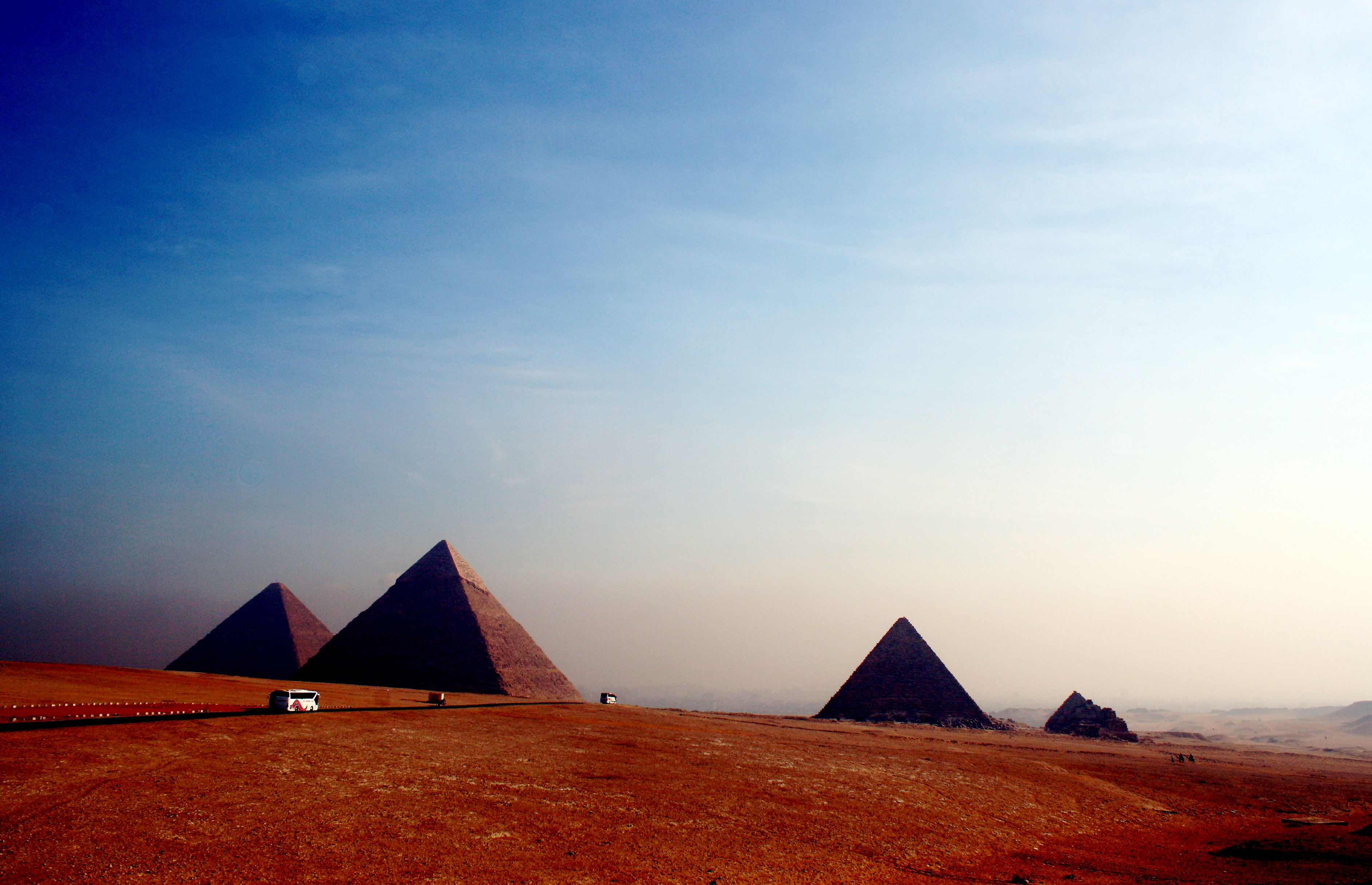
Pyramiderna i Giza, Menkauras pyramid till höger i bilden
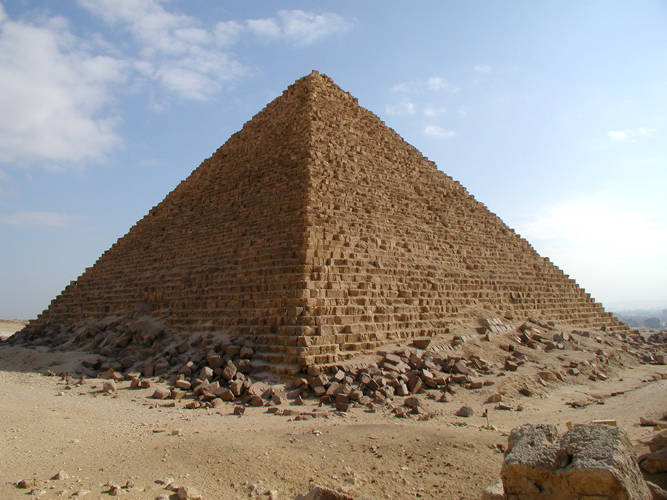
Menkauras pyramid
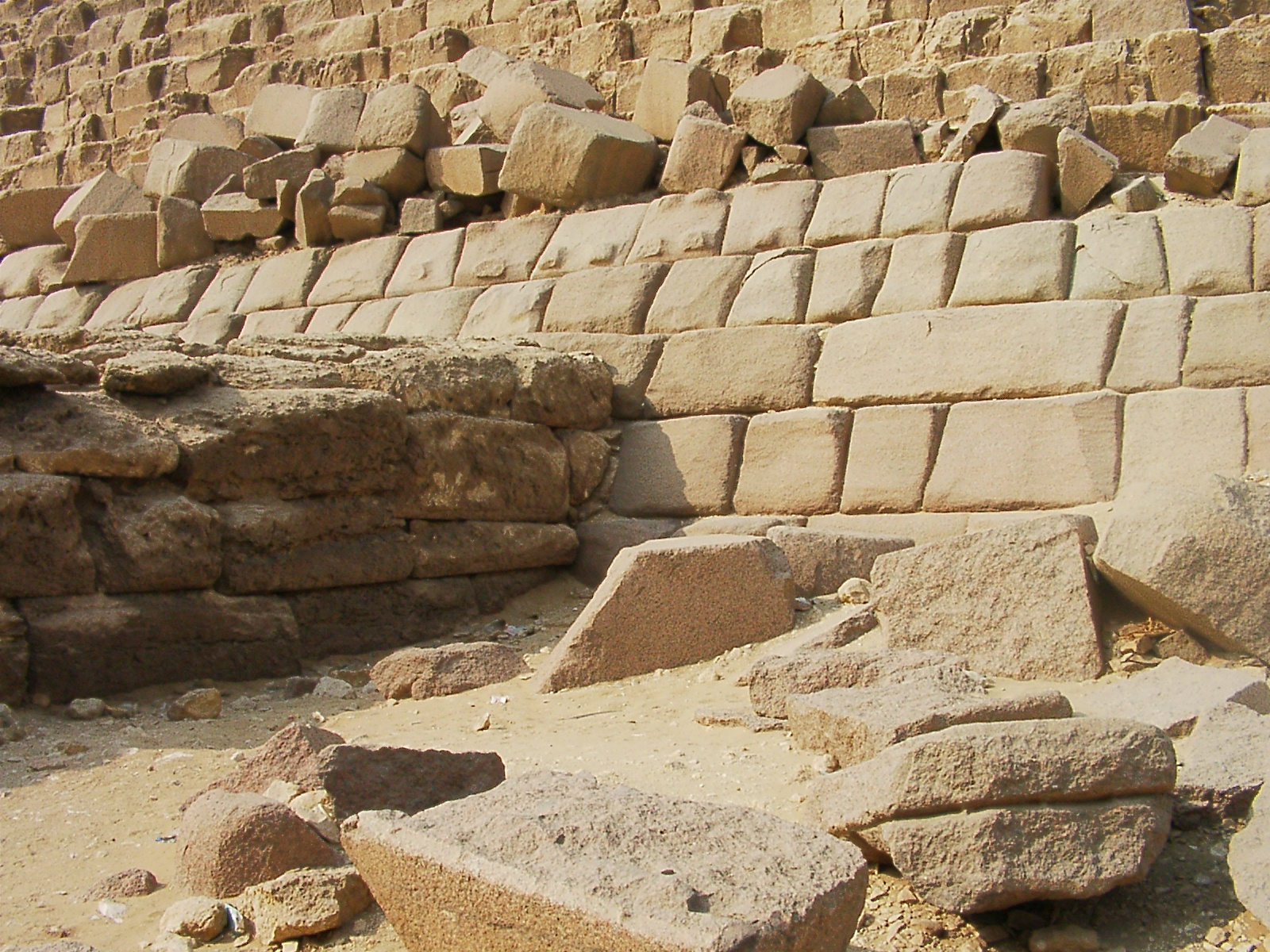
Närbild på pyramiden och täckstenar
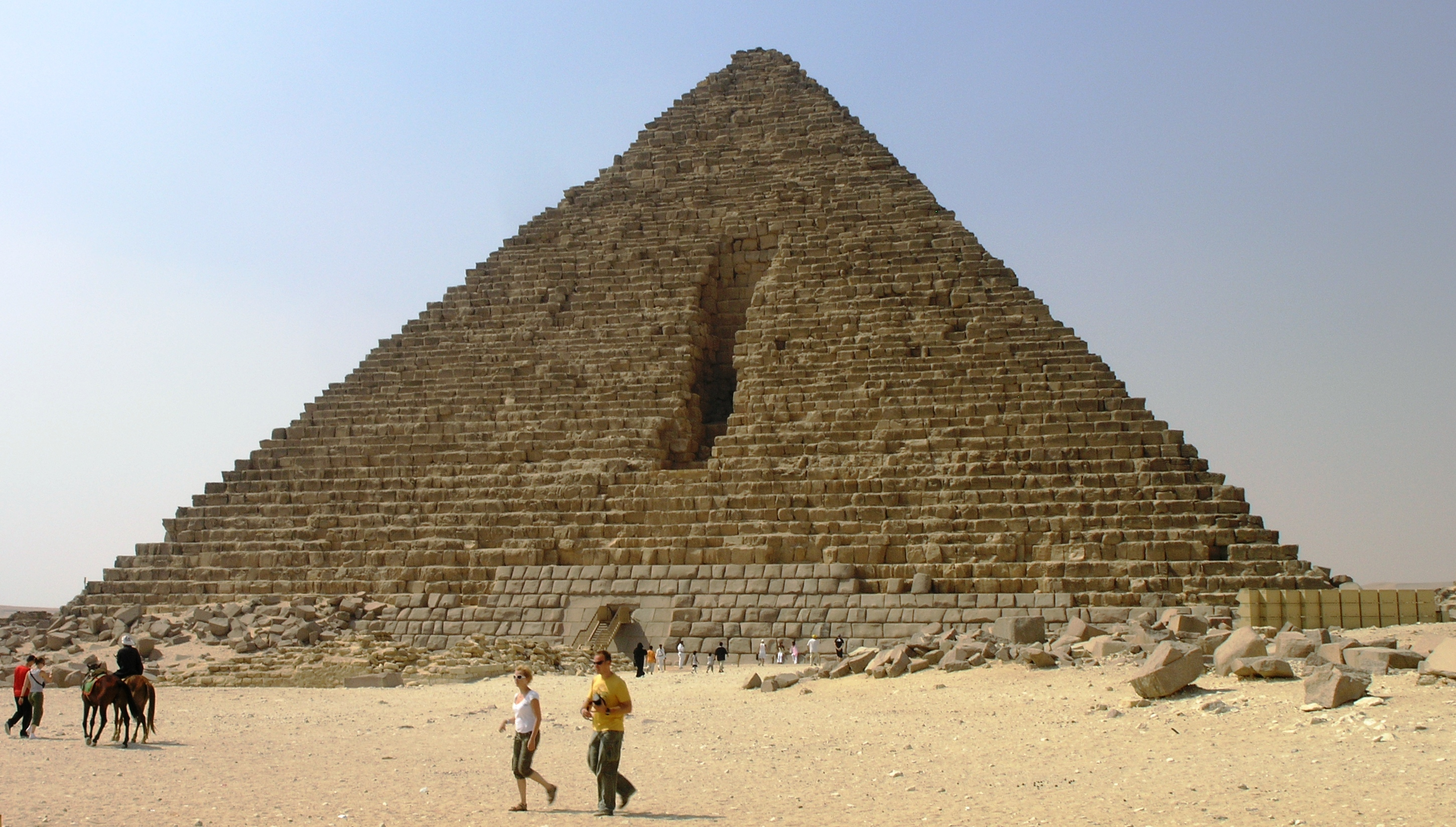
Pyramidens ena sida
Karta över Gizaplatån som markerar Menkauras pyramid